# Флаг Старокулаткинского района
Флаг Старокулаткинского района — официальный символ муниципального образования Старокулаткинский район Ульяновской области Российской Федерации.
Флаг утверждён решением Совета депутатов муниципального образования «Старокулаткинский район» № 20/8 от 27 октября 2006 года.

## Описание
«Прямоугольное полотнище с отношением ширины к длине 2:3, воспроизводящее композицию герба муниципального образования „Старокулаткинский район“ в красном, зелёном, белом и жёлтом цветах»

## Обоснование символики
Флаг разработан на основе герба Старокулаткинского района.

## См. также

Флаги муниципальных образований Старокулаткинского района
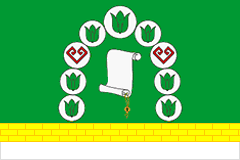
Флаг Старокулаткинского городского поселения
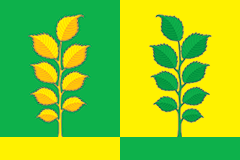
Флаг Зелёновского сельского поселения
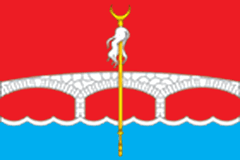
Флаг Мостякского сельского поселения
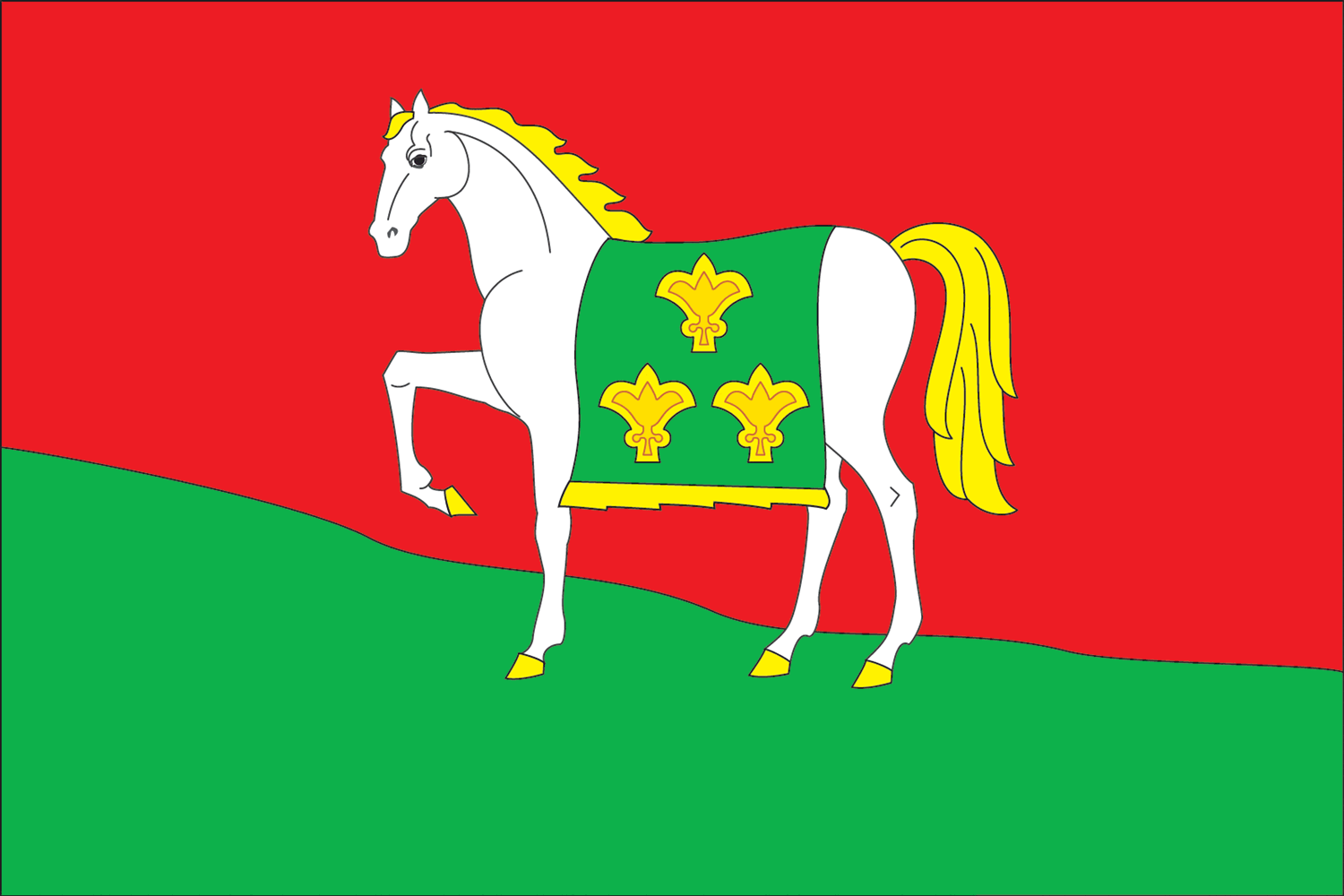
Флаг Староатлашского сельского поселения
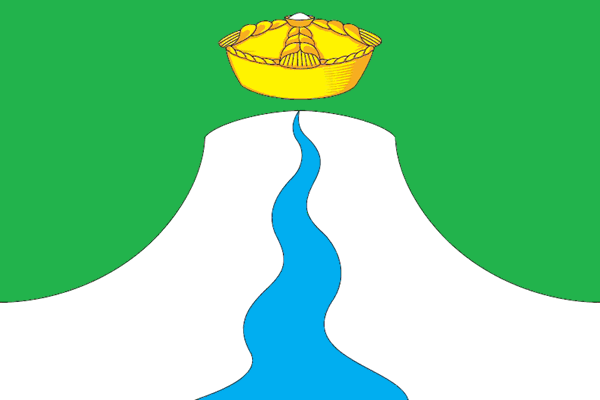
Флаг Терешанского сельского поселения